# Embarcation de transport rapide pour commandos
L'Embarcation de transport rapide pour commandos (ETRACO)  est une embarcation d'intervention militaire en service dans la Marine nationale française et mise en œuvre par la FORFUSCO. Elle a été développée avec la société Zodiac Milpro sur la base des plateformes Zodiac Hurricane ZH-733 puis ZH-753, et donne aux Commandos marine une capacité d'action en mer importante.
Le prix unitaire est d’un million de francs et les frais d'entretien sont de 150 000 francs par an et par bateau en 1997. Les ETRACO sont progressivement remplacés par les ECUME NG deux fois plus puissantes.

## Interopérabilité et projection
L'ETRACO est capable d'opérer depuis la terre, mer ou l'air grâce à son intégration sur un grand nombre d'équipements civils et militaires.
- embarquement comme drome opérationnelle sur les bâtiments de la Marine nationale française (FREMM, BPC, FLF, FS, bâtiments de soutien)[1],[2].
- transport routier sur remorque
- aérolargage sur palettes

## Caractéristiques
- longueur : 8 mètres[3]
- déplacement : 2,4 tonnes
- vitesse : supérieure à 50 nœuds[4]
- personnel : jusqu'à 12 commandos
- motorisation : hors-bord - 2 × 175 cv